# Церква Святого Бавона (Гарлем)
Церква Святого Бавона (Гарлем) — уславлена готична церква в місті Гарлемі, внесена до переліку пам'яток ЮНЕСКО.

## Історія побудови
Храм будували для католицької громади міста Гарлем, бо протестантизм як релігійна течія виник тільки в 16 столітті. Головний на той час храм міста побудували на центральній площі в стилі готика. Створенню величного храму передували дерев'яні і кам'яні храми. Будівництво 1370 року розпочали через те, що романську споруду на цьому місці пошкодила пожежа. Відомо, що хор (вівтарну частину) створили близько 1400 року. Автором хору, ймовірно, був архітектор Енгельбрехт з Нівеля. 1445 року будівництво очолив архітектор з герцогства Брабант — Еверарт Спорватер, коли був вибудуваний трансепт. Будівництво вели на східній частині земельної ділянки попереду романської церкви. Коли трансепт підійшов впритул до неї, приходську церкву розібрали, аби на її місці вибудувати наву. Головну і дві бічні нави створили між 1471–1481 роками. Ще за планом Еверарта Спорватера храм мав західну вежу, яку так і не вибудували.
1502 року будівництво очолив архітектор Корнеліс де Вал, що працював на побудові уславленого катедрального собору міста Утрехт, першого серед катедральних соборів Голландії. Корнелісу де Валу належить створення готичної вежі над середохрестям храму, практично унікального елементу, характерного для фламандських сакральних споруд і рідкісного в північних провінціях Нідерландів. Корнеліс де Вал помер 1505 року і керування передали Антонісу Келдерману. Кам'яна вежа виявилася надто важкою через прорахунки архітекторів і загрожувала завалитися. Готичні струди і їх склепіння часто руйнувалися через помилки будівників, нестачу досвіду й вологі ґрунти Гарлема, що просідали і сприяли руйнаціям величних споруд. Кам'яну вежу розібрали і створили вежу дерев'яну, восьмикутну за планом і криту пластинами свинцю. Використання дерев'яних колод прискорило будівництво, з яким упорались в 1518–1520 роках. З міркувань безпеки відмовились і від кам'яних склепінь, які теж обвалювались. Так виникли готичні, але дерев'яні склепіння на нервюрах в храмі, створені з деревини кедру. Як то звично і для інших готичних споруд Західної Європи, храм Св. Бавона будувала низка різних архітекторів, але споруда витримана в стилістиці готики, хоча і не позбавлена унікальності.
Храм був католицький, мав чотири сповідальні і тридцять два (32) бічні вівтарі попри головного. У північних Нідерландах набув моці протестантизм, а згодом іконоборство. Храм перейшов до протестантської громади, яка вимагала позбавлення від релігійних образів, притаманних католицькому богослужінню. 6 березня 1573 року їх усіх вилучили з храму.

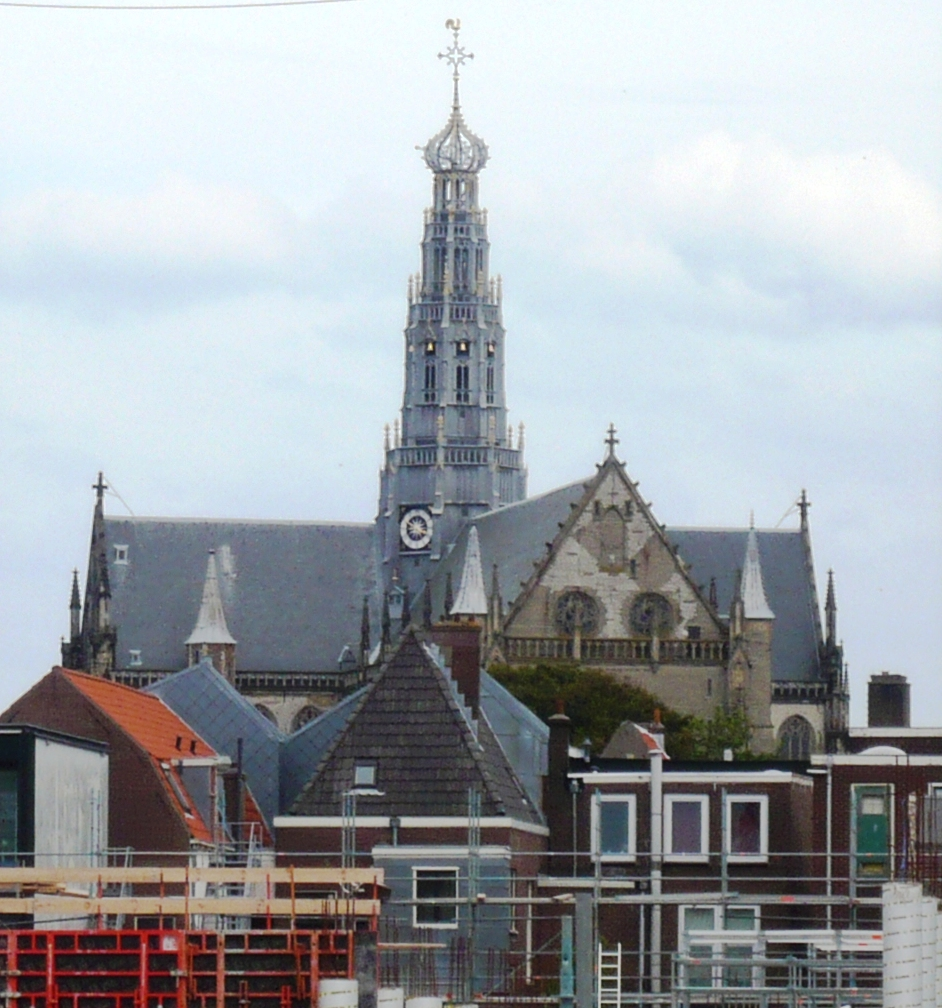
Загальний вигляд
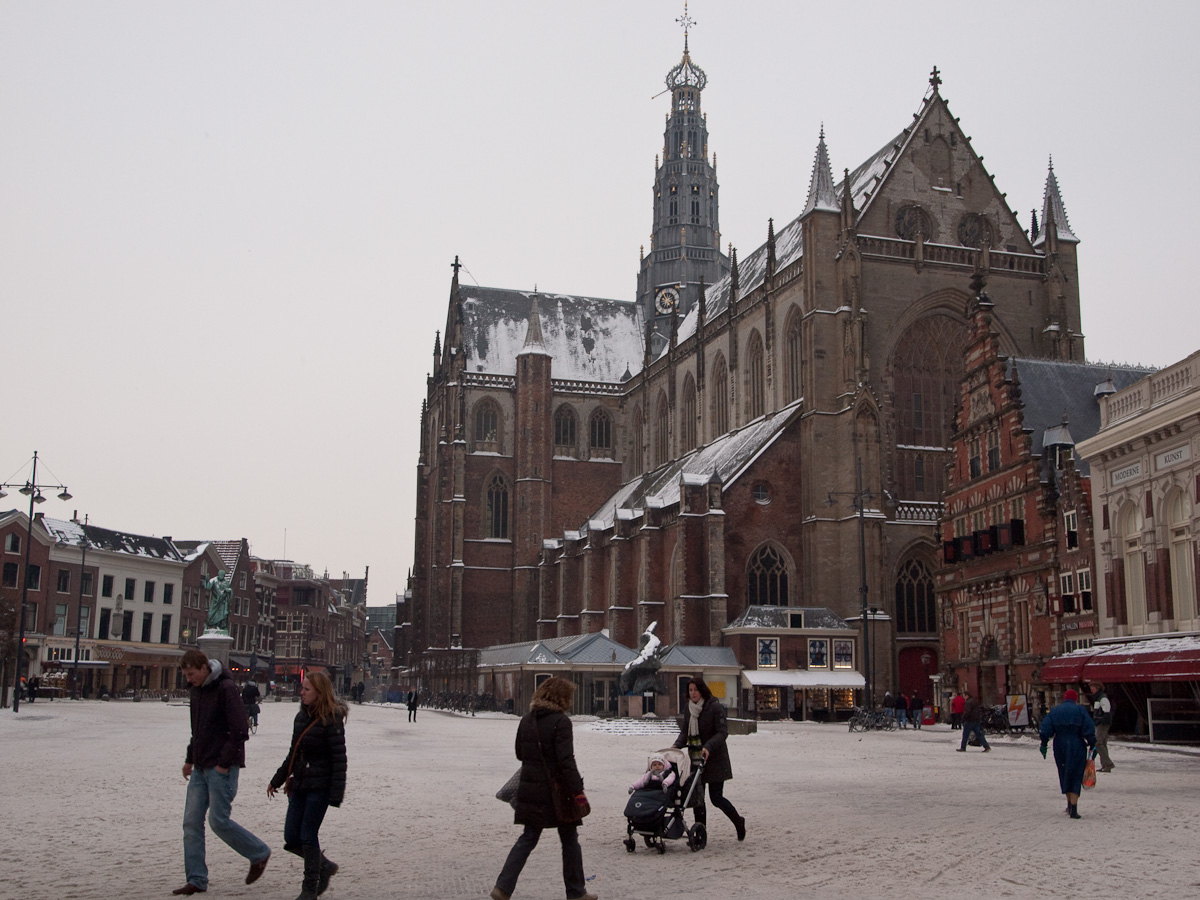
Площа з церквою взимку
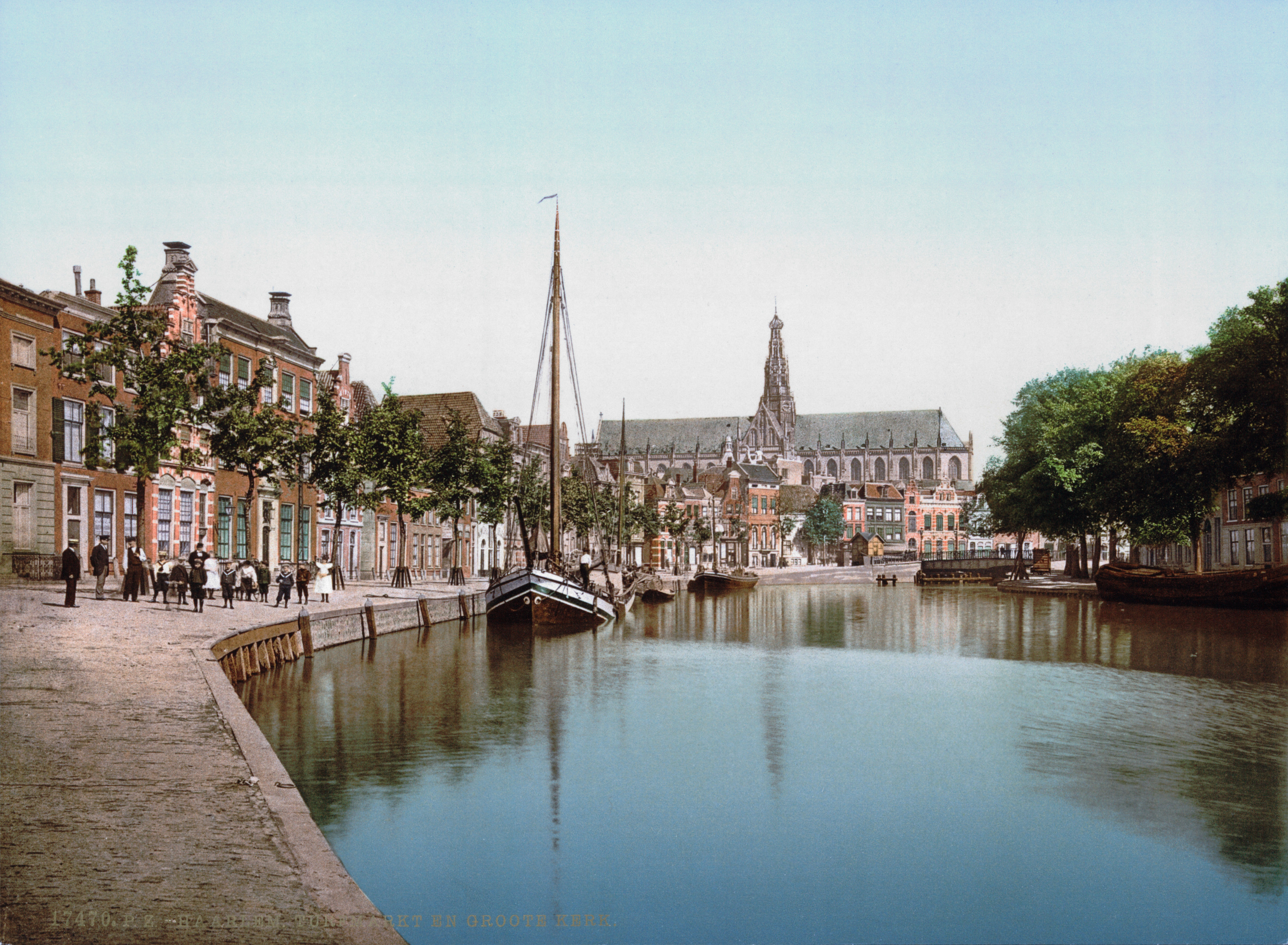
Вигляд від каналу
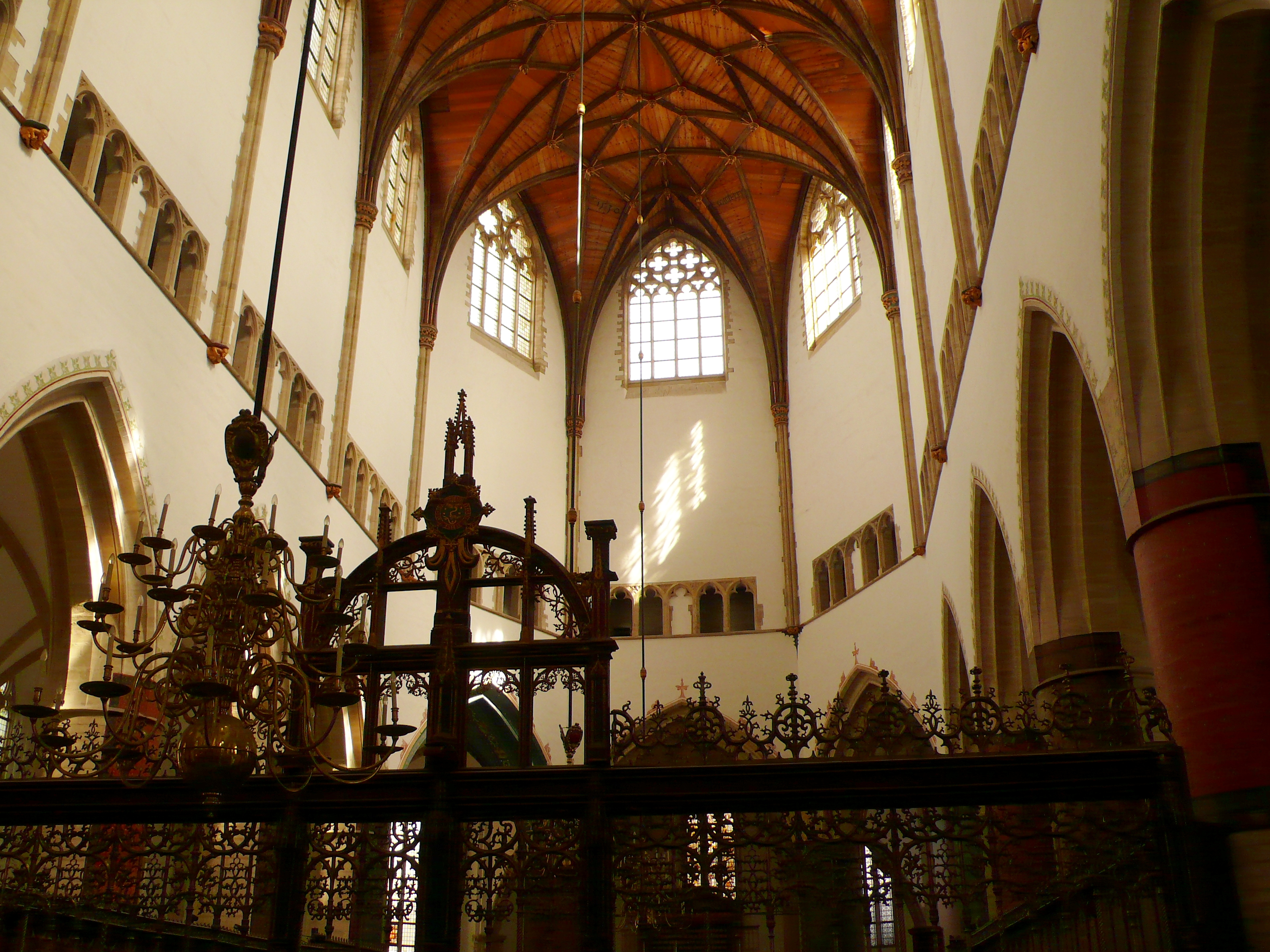
Хор (вівтарна частина)

## Наскрізний вінець вежі

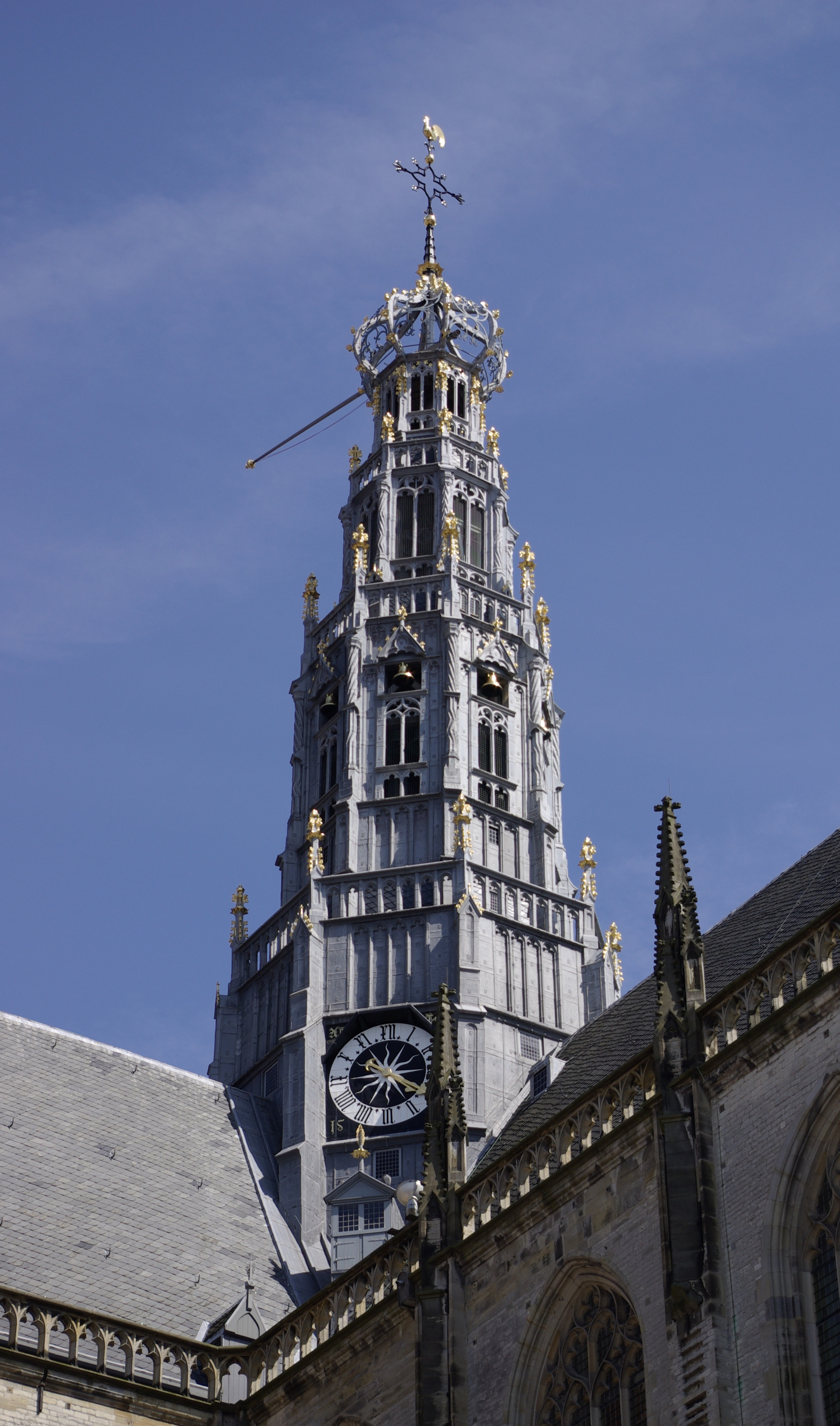

Дещо несподіваним став і наскрізний вінець вежі над середохрестям. Зазвичай це деталь католицьких храмів Європи. Подібне завершення мають:
- церква Сан Мігель в місті Херес-де-лос-Кабальєрос в Іспанії
- Собор в Едінбурзі, Шотландія
- церква в Тіллінгтоні. Найближчий аналог до України — наскрізний вінець Знаменської церкви (Дубровиці) неподалік міста Подольськ, Московська область. Православна церква в католицькому переліку через те, що вибудувана власником за католицькими зразками Західної Європи в коротку перехідну добу в Московії від середньовічних форм до форм західноєвропейської архітектури. Над наскрізним вінцем церкви святого Бавона в Гарлемі — золочений флюгер у вигляді півня. Наскрізна луківка зберігає задану форму і добре протистоїть вітровим навантаженням під час буревіїв. Сучасна вежа обладнана блискавковідводом з міркувань попередження руйнацій вежі під час гроз.

## Церква в картинах голландських художників

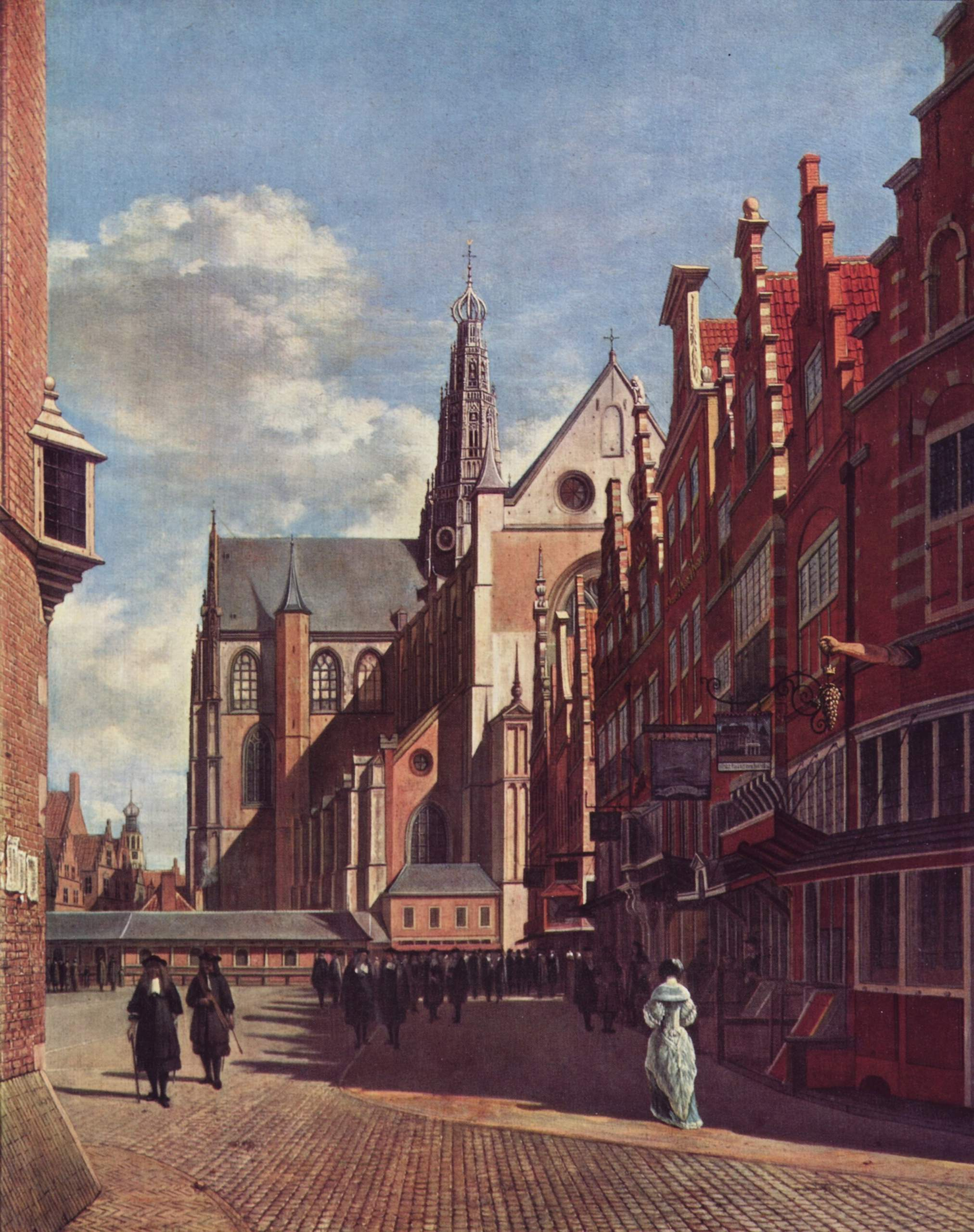
Герріт Андріс Беркгейде. «Майдан Гроте Маркт і церква Св. Бавона»
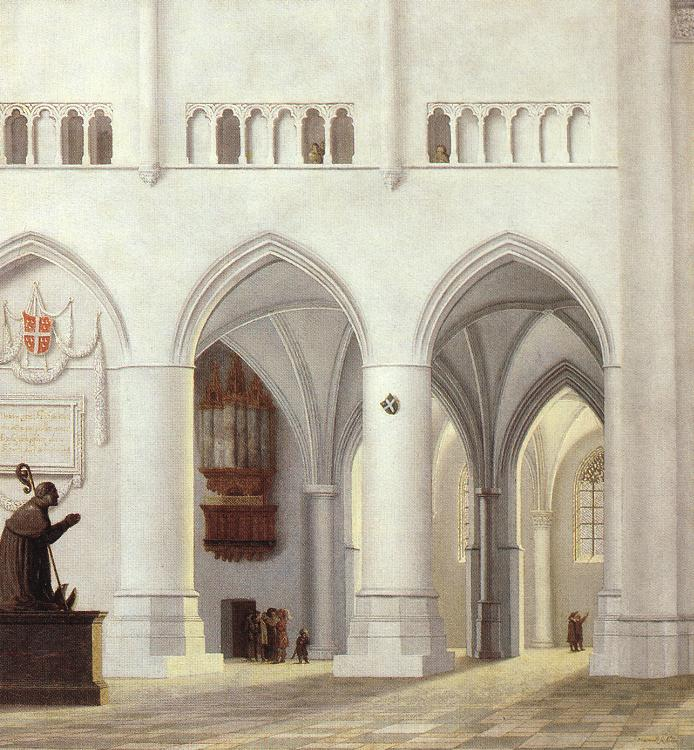
Пітер Санредам, «Інтер'єр церкви Св. Бавона»
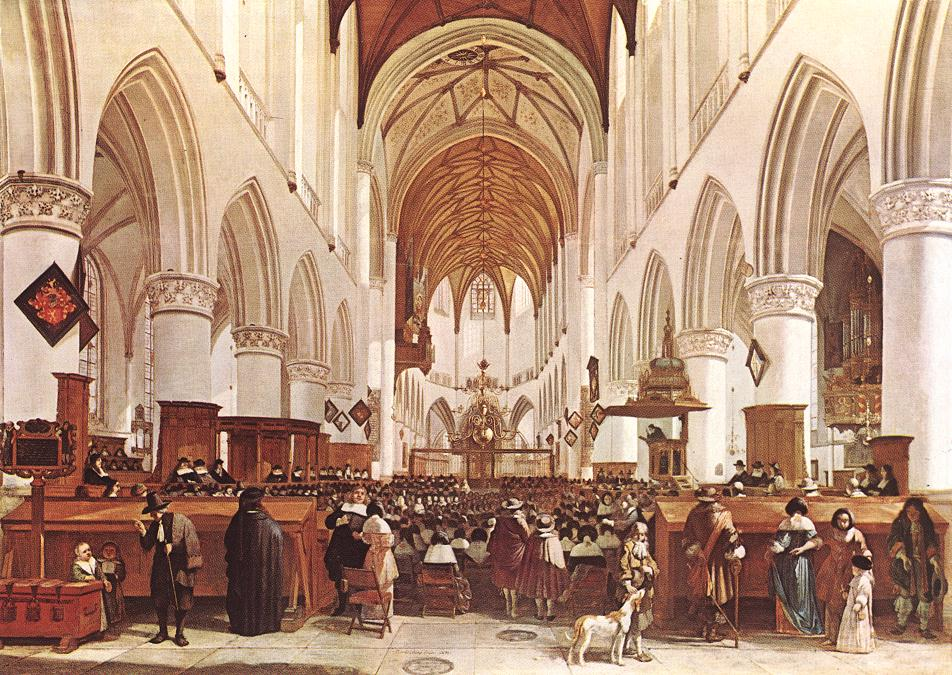
Герріт Андріс Беркгейде. «У церкві Св. Бавона»

## Поховання в храмі

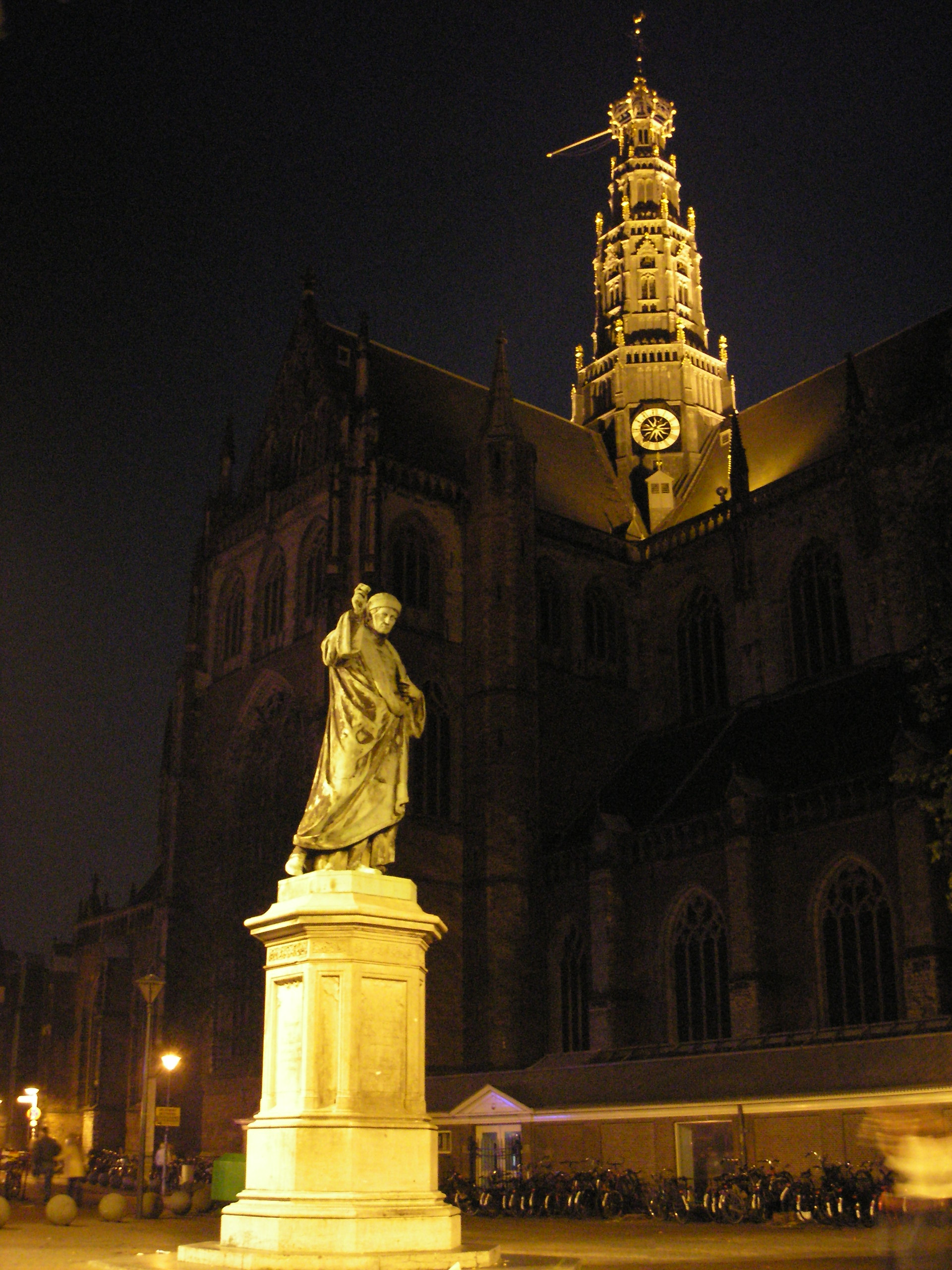
Церква вночі.

Довгий час сакральна споруда була місцем поховань відомих гарлемців, які тривали до 1831 року. Серед похованих:
- Якоб Заффіус (1534—1618), богослов.
- Корнеліс Корнеліссен (1562—1638), художник і архітектор доби голландського маньєризму.
- Франс Галс (бл. 1583—1666), художник.
- Корнеліс Падбру (бл. 1592—1670), композитор.
- Саломон де Брай (1597—1664), художник.
- Клас Моленар (1626/1629—1676), художник-пейзажист Золотої доби.
- Вільям Вілдердик (1756—1831), поет, лінгвіст, юрист.

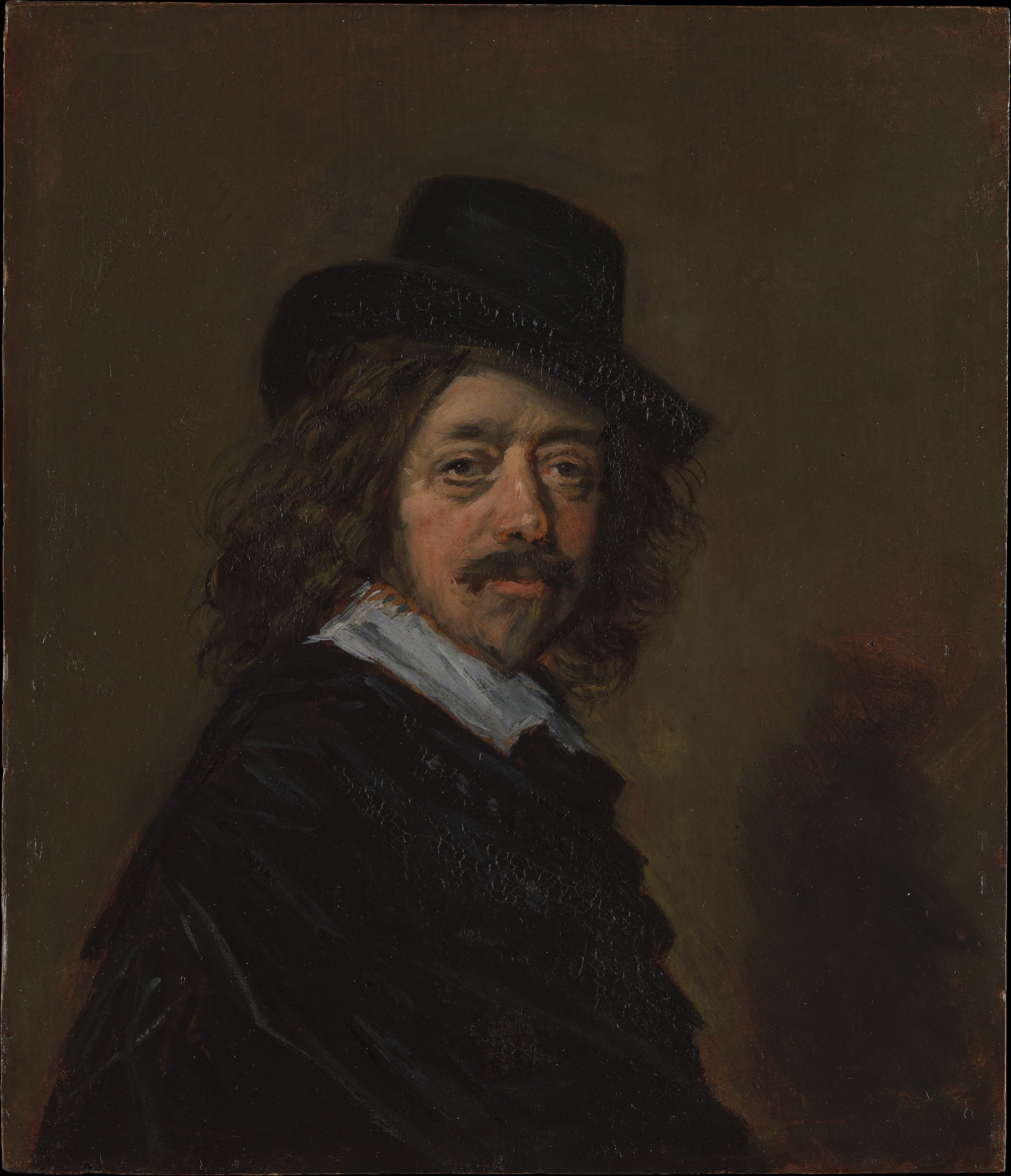
Худ. Ф. Галс. Автопортрет, копія. Музей мистецтва Метрополітен, Нью-Йорк.
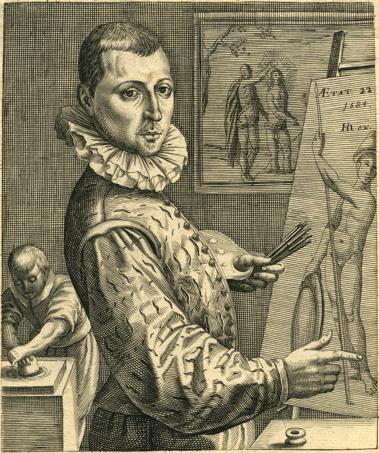
Корнеліс Корнеліссен
Худ. Ф. Галс. «Якоб Заффіус», Музей Франса Галса

## Орган церкви

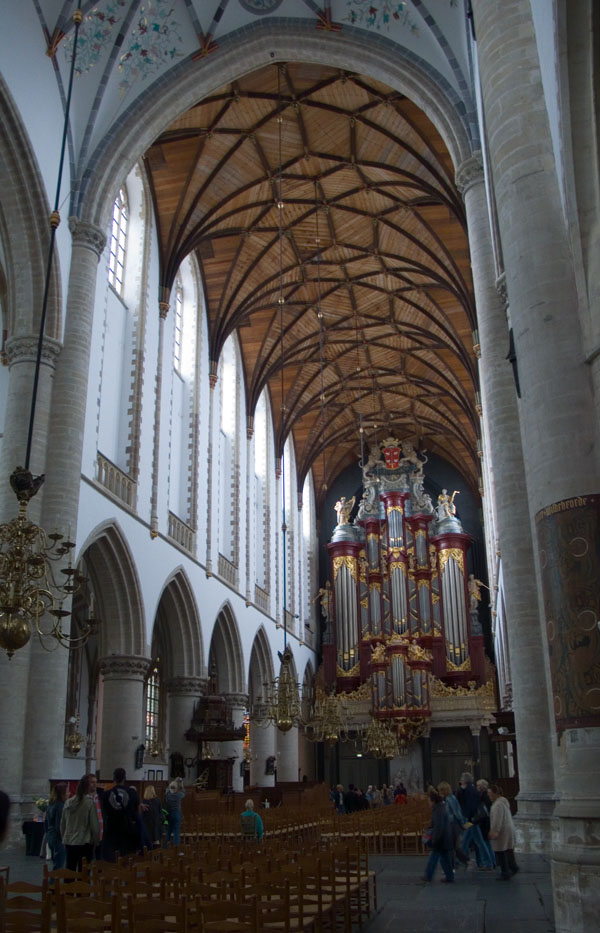

Орган сучасної церкви належить до доби бароко. Його створив німецький майстер Христіан Мюллер в 1735–1738 роках. Музичний інструмент, що мав близько 5000 труб, прикрасили сусальним золотом. Для свого часу інструмент був найбільшим в Європі.
Інструмент пам'ятав відомих музикантів. На ньому грав 1766 року десятирічний Моцарт під час музичної гастрольної подорожі, композитори Георг Фрідріх Гендель та Фелікс Мендельсон.